# Teodora (film)
Teodora (titlul original: în italiană Teodora, imperatrice di Bisanzio) este un film de sandale și spadă, coproducție italo-franceză, realizat în 1954 de regizorul Riccardo Freda, protagoniști fiind actorii Gianna Maria Canale, Georges Marchal, Irene Papas și Renato Baldini. 
Filmul relatează evenimente din provincia romană bizantină (mai precis Constantinopole), în anul 547 d.C. având ca protagonistă actrița Gianna Maria Canale în rolul unei femei cu caracter puternic. Teodora este prinsă între responsabilitățile sale politice, îndatoririle sale conjugale față de soțul ei Iustinian și dorința de emancipare. Filmul păstrează unele adevăruri istorice, influiența Theodorei asupra lui Iustinian a fost reală.
Filmul rămâne faimos pentru cursa carelor de luptă, cvadrigă, care a fost destinată să rivalizeze cu cea prezentată în filmul Ben-Hur (1925) de regizorul Fred Niblo. 

## Conținut
În secolul al VI-lea, fosta dansatoare Teodora s-a căsătorit cu Iustinian, împăratul Bizanțului și a devenit împărăteasă. Ea, făcând parte din „casta verzilor” s-a opus aristocrației și generalilor („casta albaștrilor”), ostili reformelor pe care le-a impus Iustinian. Toate acestea nu sunt pe placul lui Ioan din Cappadocia și al lui Andres care conspiră împotriva împăratului și a soției sale. O revoltă populară va readuce lucrurile la locul lor...

## Distribuție
- Gianna Maria Canale – Teodora
- Georges Marchal – Iustinian
- Renato Baldini – Arcas, prietenul Teodorei
- Irene Papas – Faidia, sora Teodorei
- Carletto Sposito – Scarpios
- Nerio Bernardi – Belisarie
- Olga Solbelli – Egina
- Alessandro Fersen – mitropolitul
- Henri Guisol –  Ioan de Capadocia
- Roger Pigaut – Andres
- Loris Gizzi – Smirnos
- Umberto Silvestri – atletul orb
- Mario Siletti – primul magistrat
- Oscar Andriani – apărătorul lui Scarpios
- Giovanni Fagioli – grefierul instanței
- Michele Riccardini – temnicerul
- Fortunato Arena – un gardian
- Armando Annuale – vânzătorul de sandale
- Libero Intorre
- Giorgio Murri – al doilea magistrat
- Wilma Aris

## Locuri de filmare
Filmările exterioarelor s-au efectuat în parte pe teritoriul Esposizione Universale Roma, construită în 1942, cât și la S.A.F.A. Studios (Società Azionaria Film Artistici)  , Roma.